# Sulamith Goldhaber
Pour les articles homonymes, voir Goldhaber.
Sulamith Goldhaber est une chimiste américaine d'origine autrichienne.